# 二次元王子オオタくん
『二次元王子オオタくん』（にじげんおうじオオタくん）は、清水まみによる日本の漫画作品。小学館の『Sho-Comi』にて2008年13号から2015年10号まで連載されていた。

## ストーリー
大金持ちのお嬢様・徳井映美は、オタクの太田智和に恋をする。当初は「二次元にしか興味がない」と振られてしまうものの、交際することになるがいつもすれちがいばかりで……? 奇妙な関係を描いた4コマギャグ漫画。

## 登場人物
太田智和（おおた ともかず）
いわゆるオタクであるが、徳井映美にはなぜか好かれ交際中である。アニメ「マジカル☆あおい」のキャラクター、「あおい」を愛している。智和という名前だが、杉田智和とは直接の関係はなく、作者曰く「某アイドルの2人の人物の名前から一文字ずつ取ってつけた名前」と語っている。
徳井映美（とくい えいみ）
大金持ちの令嬢。料理が得意であり、太田の影響で「マジカル☆あおい」などのコスプレ衣装を作るのが得意となった。いろいろな手を使ってあおいよりも太田に好かれようと努力するが、いつもすれ違いばかりである。
太田兄（おおた あに）
太田智和の兄であるが、現在はまだ名前は出てきていない。当初は智和と同じ髪色だったが、Vol.47からは金髪になっている。智和とは違いオタクではなく、どちらかというと女たらしな性格である。
田中萌（たなか もえ）
智和や映美と同じ学校の漫画研究部の部員。絵がとてもうまく、太田兄に密かに想いを寄せている。
片桐亮（かたぎり りょう）
田中萌と同じ漫画研究部員で部長。いつも太田に振り回されている。智和に“亮ちん”と呼ばれている。

## 単行本
「二次元王子オオタくん」フラワーコミックス（小学館）全5巻
1. （2010年2月26日発売）ISBN 978-4091330376
2. （2011年5月26日発売）ISBN 978-4091338464
3. （2013年11月26日発売）ISBN 978-4091356307
4. （2014年8月26日発売）ISBN 978-4091362001
5. （2015年5月26日発売）ISBN 978-4091372376